# Membrane synoviale
La membrane synoviale (ou synoviale) est la membrane séreuse qui tapisse la face interne de la capsule articulaire d'une jointure synoviale.
Elle s'insère sur le pourtour des surfaces articulaires cartilagineuses de l'articulation et limite la cavité articulaire.

## Structure
La membrane synoviale est composée de 2 couches :
- l'intima, au contact du liquide synovial formée de cellules mononucléées juxtaposées : les synoviocytes.
- la sous-intima formée de tissu conjonctif riche en fibres collagènes.

Elle peut former des plis synoviaux délimitant des culs de sac dans la cavité articulaire.
Elle peut également présenter des villosités synoviales.

### Synoviocytes
Il existe plusieurs types de synoviocytes :
- les synoviocytes macrophagiques, ou synoviocytes de type A,
- les synoviocytes fibroblastiques, ou synoviocytes de type B produisant l'acide hyaluronique du liquide synovial..

## Anatomie fonctionnelle
Dans de nombreuses articulations synoviales, la membrane synoviale accumule du tissu adipeux nommé corps adipeux. Le corps adipeux infrapatellaire du genou en est un exemple. Les cellules de la membrane synoviale, les synoviocytes, ne sont pas fréquemment visualisées dans le liquide synovial, mais jouent un rôle primordial dans la fonction de la barrière hémo-synoviale. Elles seraient les premières à phagocyter les cristaux et à déclencher le processus inflammatoire.